# Urszula Pontikos
Urszula Pontikos (* 28. Juni 1975 in Gdynia) ist eine polnische Filmregisseurin und Kamerafrau.

## Leben
Urszula Pontikos wurde 1975 im polnischen Gdynia geboren und erwarb einen Abschluss an der National Film and Television School in der Nähe von London.
Ihr Regiedebüt gab Pontikos im Jahr 2008 mit dem Kurzdokumentarfilm China’s Wild West, bei dem sie auch Kamerafrau war. Erstmals fungierte Pontikos bei dem Film Weekend aus dem Jahr 2011 bei einem Spielfilm als Kamerafrau, den sie beim South by Southwest Film Festival vorstellte. Im Rahmen des Sundance Film Festivals 2014 wurde der Film Lilting gezeigt, für den Pontikos mit dem Cinematography Award ausgezeichnet wurde. Im gleichen Jahr drehte sie mit Debbie Tucker Green den Film Second Coming mit Idris Elba und Nadine Marshall in den Hauptrollen. Im Jahr 2015 erhielt Pontikos eine Einladung der British Society of Cinematographers.
Ende Juni 2018 wurde Pontikos ein Mitglied der Academy of Motion Picture Arts and Sciences.

## Filmografie (Auswahl)
- 2009: I Do Air (Kurzfilm)
- 2011: Weekend
- 2014: The Game (Fernsehserie)
- 2014: Second Coming
- 2014: Lilting
- 2016: AnDa Union: From the Steppes to the City
- 2017: Film Stars Don’t Die in Liverpool

## Auszeichnungen (Auswahl)
Sundance Film Festival
- 2014: Auszeichnung mit dem Cinematography Award (Lilting)